# Quinta de los Molinos
La Quinta de los Molinos es un monumento nacional situado en la ciudad de La Habana, Cuba. Importante por haber sido la residencia de los Capitanes Generales durante el período colonial, residencia del prócer Máximo Gómez y por albergar el Jardín botánico de La Habana y el Museo Máximo Gómez. 

## Historia

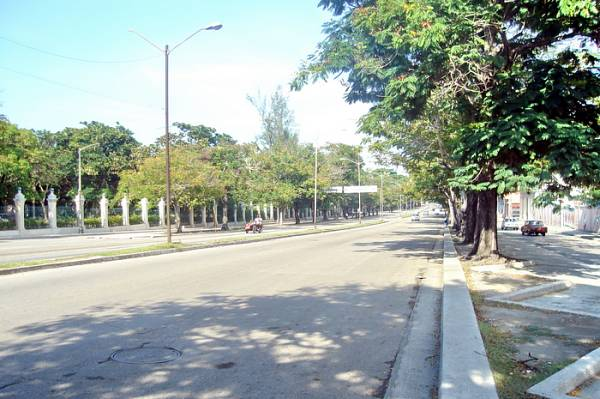
La Quinta de los Molinos.

Es llamado La Quinta de los Molinos debido a la antigua existencia de 2 molinos utilizados para moler tabaco y obtener rapé, de mucha demanda a finales del siglo XVIII en toda Europa, y en particular en España; que se consumía colocando un poco bajo la nariz y absorbiendo o respirando el aroma, así también como picadura de tabaco para fumar en las pipas. 
Los molinos eran propiedad de Martín de Aróstegui, presidente de la Real Factoría de Tabaco perteneciente al rey español, de ahí su nombre. 
Este nombre aparece en el Archivo Nacional en 1850 y se mantiene hasta la actualidad. Fue conocido como Jardín de Tacón antes de 1850, según aparece en un plano de 1843 y en una placa de mármol empotrada en la pared de un viejo edificio del lugar. 
Estos molinos funcionaron hasta la segunda mitad del siglo XIX y eran movidos por la fuerza del agua de la llamada Zanja Real, que fue el primer acueducto con el que contó La Habana. Su construcción se inició en 1592, y fueron terminados tras 27 años de trabajo. 
Muy cerca de la plaza de La Catedral se encuentra el callejón del chorro, cuyo nombre viene de su antiguo uso. Originalmente la plaza de la Catedral se llamaba plaza de la Ciénaga, ya que era allí donde los habaneros acudían a abastecerse de agua, traída por la Zanja Real. El chorro como también se conocía a la Zanja Real, de más 11 km de largo, partía del Río Almendares y traía agua a La Habana atravesando la calle Zanja que lleva ese nombre en honor a la misma. Este primer acueducto fue dejado de usar cuando ante el creciente desarrollo de la ciudad, el gobierno español se vio obligado a buscar otra solución para el abastecimiento de agua a la ciudad, creándose el acueducto de Fernando VII en 1835, y el de Albear en 1858, los cuales se unieron en 1878.
La extensión original de la quinta superaba en creces al actual territorio, pues se extendía al norte hasta aproximadamente la locación de la Universidad, al noroeste hasta el actual Hospital Calixto García fundado originalmente con el nombre de Alfonso VIII en 1896; al oeste hasta la actual calle G incluyendo el Castillo del Príncipe, al sur hasta la Avenida Salvador Allende (Avenida Carlos III) y al este hasta la calle Infanta.

### El Castillo del Príncipe
Los primeros pobladores que se establecieron en la zona fueron los familiares de los jornaleros que trabajaban en la construcción del Castillo del Príncipe, llamado así en honor al entonces príncipe Carlos IV de España, y los aproximadamente 1000 militares que se encargaban de la defensa y custodia de dicha fortaleza. 

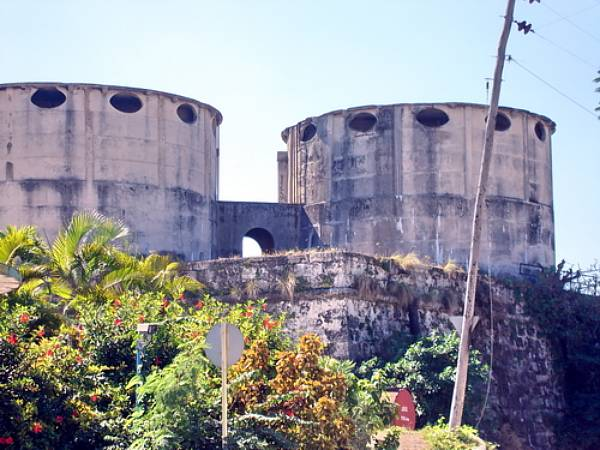
El Castillo del Príncipe.

Esta fortaleza fue construida por el director de ingenieros de la época, Silvestre Abarca (el mismo que construyó la Fortaleza de San Carlos de La Cabaña) sobre la loma conocida como de Aróstegui, por haber pertenecido el terreno a don Martín Aróstegui. 
Las obras comenzaron en 1767 y concluyeron en 1779, aunque en 1771 se había fortificado provisionalmente el punto, mientras se concluían las demás obras del momento, según da a entender una inscripción que se halla en un escudo de armas reales colgado en el cuarto del oficial de guardias a la entrada del Castillo del Príncipe. 
La fortaleza tiene la forma de un pentágono irregular contando con dos baluartes, dos semibaluartes y un rediente, comprende grandes fosos, las galerías de minas, además de almacenes, oficinas, aljibe y alojamiento para una guarnición de 1000 hombres, mientras que su artillería contaba con 60 piezas de diferentes calibres. 
Con los años, sufrió cambios y llegó a ser la cárcel más importante de la ciudad de La Habana. Entre los siglos XIX y la primera mitad del XX, la fortaleza albergó a presos comunes y políticos. Allí guardó prisión Rafael María de Mendive, maestro de José Martí, el cual era visitado por su fiel discípulo acompañado de la esposa del maestro, atravesando en parte del trayecto desde La Habana Vieja a la fortaleza, por frente de la Quinta de los Molinos. 
Allí estuvieron presos Julio Antonio Mella, Eduardo Chibás, Raúl Roa, Juan Marinello y muchos otros revolucionarios. Esta cárcel permanecerá como tal desde los tiempos de la colonia hasta el triunfo de la Revolución cubana, cuando el Castillo del Príncipe se convirtió en una unidad de ceremonias.

## La casa de descanso de los Capitanes Generales
En 1836, el capitán general de Cuba, Miguel Tacón y Rosique inició la construcción de la casa de descanso de los Capitanes Generales a un lado de La Loma de Aróstegui (lugar donde en 1902 se comienza a construir la actual Universidad) dentro de la Quinta de los Molinos, cercana a la ubicación de los Molinos del Rey, junto a la Zanja Real.
La obra estuvo a cargo de los ingenieros Francisco Lemaur y Manuel Pastor, quienes solo construyeron un modesto edificio de una planta de azotes, huecos y tres galerías apersianadas en sus frentes, que se comunicaba con las pequeñas casas que ya existían en aquel lugar y que fueron reformadas para alojamiento de los criados, la cuadra y la cochera del Capitán General.
El lugar fue seleccionado especialmente por Miguel Tacón por la gran variedad de flora y fauna del lugar, y aprovechando el clima fresco de la zona por ser la cima de un terreno de terrazas que comienza en la costa del litoral habanero. Además, este terreno estaba en la cercanía de la Fortaleza del Castillo del Príncipe y del paseo militar o de Tacón, llamado así en su honor (conocida actualmente como Avenida Salvador Allende o Carlos III.

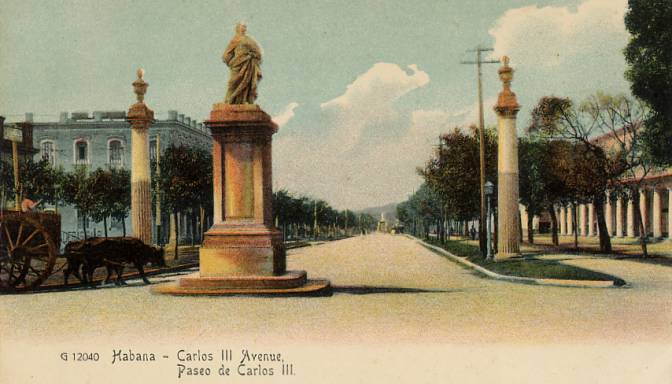
Avenida Carlos III.

La construcción de este paseo terminó en 1836. Se extendía desde las faldas de La Loma del Príncipe o de Aróstegui, hasta la calle Soledad, y contaba con numerosas fuentes y estatuas que entonces adornaban su calle central. La primera fuente se alzaba entre el Jardín del Obispo y la calle Soledad, y se denominaba de Ceres; las otras recibían el nombre de las Frutas, al empezar la Quinta de los Molinos; la de los Sátiros, frente a la mitad la misma; y al final del Paseo, la llamada de Esculapio.
Posteriores ampliaciones fueron llevadas a cabo en 1843 durante el gobierno de Leopoldo O’Donnell, quien reconoce que era demasiado modesta para ser la residencia oficial de verano de los Capitanes Generales, (cuando muchos particulares poseían fincas más hermosas que la destinada al primer funcionario del país), dispuso que el general de ingenieros, Mariano Carrillo de Albornoz, construyera una segunda planta, con igual repartimiento de piezas, con solo cinco principales en cada piso. La casa fue ataviada como las mansiones criollas de la época, con marquetería de maderas preciosas y de estilo ecléctico.
También fueron ampliados las dependencias de la servidumbre y el pequeño edificio destinado al cuerpo de guardia. Se agregaron jardines propios de la casa, que colindaban con los del Jardín Botánico. Todas estas transformaciones requirieron una inversión de más de 20.000 pesos. 
Cuando Leopoldo O’Donell fue depuesto, este trasladó la mayoría de los objetos desde el Palacio de los Capitanes Generales a La Quinta de los Molinos, tanto los de lujo como los de primera necesidad, y se estableció en esta junto a toda su familia.

## Jardín Botánico

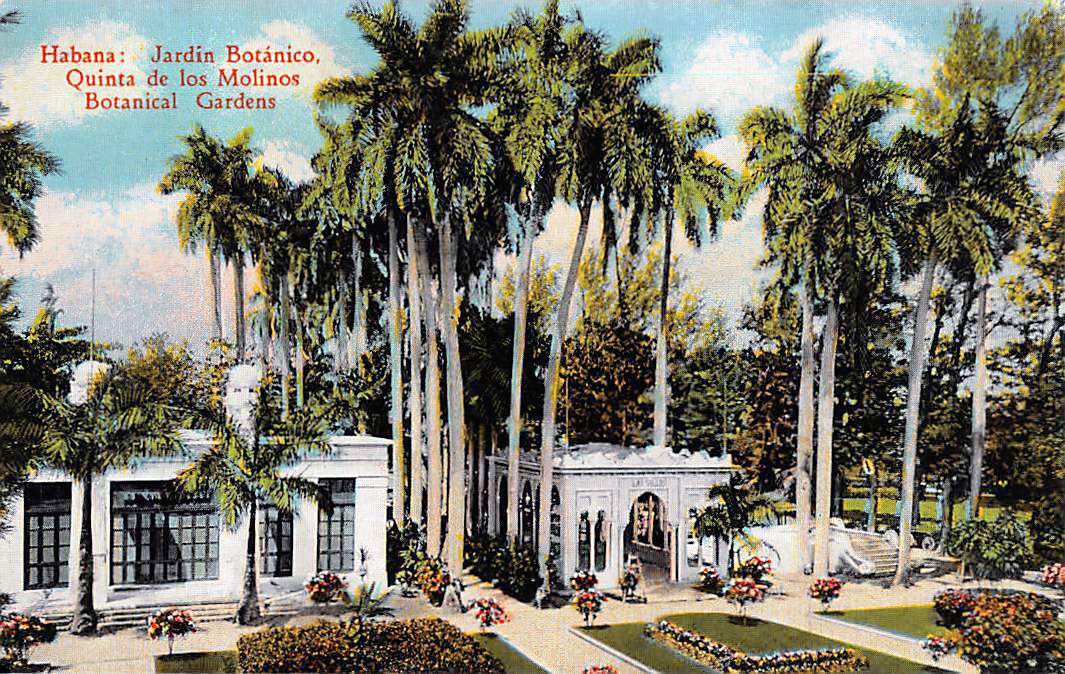
Imagen del Jardín Botánico.

A partir de 1820 realizan algunas investigaciones y estudios sobre plantas y animales de la zona, en particular en la Quinta de los Molinos, por Felipe Poey Aloy.
Al desaparecer los Molinos del Rey, se fundó en este lugar el Jardín Botánico de La Habana, a la par de la construcción de la casa de descanso de los Capitanes Generales, el cual fue trasladado del área que actualmente comprende el Parque de la Fraternidad Americana y el ala sur del Capitolio Nacional donde se había fundado en 1817 el primer jardín botánico. 
El herbario del antiguo Jardín Botánico de la Habana, fue el núcleo del cual se partió, para buscar el desarrollo acelerado de la colecta botánica en el país, en sus áreas. Álvaro Reinoso realizó muchos de sus experimentos, por tener muchas parcelas dedicadas al cultivo de caña de azúcar. La Universidad se hace cargo del mismo entre 1850 y 1871, cuando pasa a manos del gobierno español por 8 años el cual realizan las obras de drenaje, cisternas, etc. Pasado este período, el gobierno español devuelve a la Universidad este terreno, estableciéndose en este lugar la Escuela de Botánica, la cual compartía su terreno de estudio con la Escuela de la Segunda Enseñanza.
En 1906 este jardín fue inscrito como sitio de referencia importante en el Sistema Mundial de Jardines Botánicos. En este lugar fue declarada en el año 1936, Hedychium coronarium, llamada Mariposa, como flor nacional de Cuba.

## Relación de la Quinta con los sucesos de los estudiantes de Medicina de 1871
Durante el gobierno del Capitán General, Blas de Villate, Conde de Valmaseda, con el país en guerra y en medio de grandes tensiones, 30 estudiantes de medicina que no fueron ejecutados el 27 de noviembre de 1871 tras el incidente de la tumba del periodista español Gonzalo de Castañón, director del periódico "La Voz de Cuba" fueron recluidos en las Canteras de San Lázaro, aunque después de cincuenta días fueron liberados y trasladados a la Quinta de los Molinos en régimen de trabajo doméstico.

También cumplió allí su condena Fermín Valdés Domínguez, revolucionario cubano, amigo de José Martí. Fermín Valdés fue uno de los personajes más destacados en tratar de demostrar la inocencia de los estudiantes de Medicina Incluso obtuvo la firma declaratoria de uno de los hijos de Gonzalo Castañón a quien Mateo Orozco, un criollo local, asesinó en 1870. Este destacado periodista llegó a ser una especie de símbolo de la resistencia en contra de los rebeldes alzados en armas y cuya tumba fue supuestamente vandalizada en el Cementerio de Espada, 

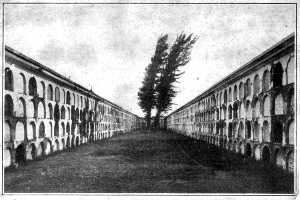
Cementerio de Espada donde se ubicaba la tumba de Gonzalo Castañon.

Fermín Valdés, los nacionalistas cubanos y algunos militares españoles liberales usaron el término "crimen político' al aducir que no existían suficientes indicios que probaran el ataque a la tumba o la autoría del mismo y que la elección de los estudiantes condenados había sido al azar como acto ejemplarizante sin la debida investigación.
Al respecto en su poema A mis hermanos muertos José Martí escribió: 
¡Y un mundo tienen ya por sepultura!
¡Y más que un mundo, más!
Cuando se muere, en brazos de la patria agradecida,
La muerte acaba, la prisión se rompe;
¡Empieza, al fin, con el morir, la vida!

## Residencia del Generalísimo Máximo Gómez y del Ejército Libertador
Al final de la guerra de Independencia, con la derrota de España y en ausencia de representación del pueblo cubano, se firma el 10 de diciembre el Tratado de París. Terminada ya formalmente la guerra, el presidente de la República de Cuba en Armas, Bartolomé Masó reunió en Santa Cruz del Sur a la Asamblea de Representantes del Ejército Cubano y renunció a su cargo. La Asamblea se trasladó para La Habana, a la casa número 819 de La Calzada del Cerro. 

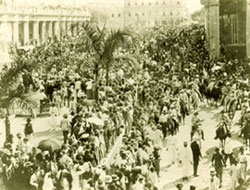
Recibimiento a Gómez.

El 24 de febrero de 1899 hace su entrada en La Habana el Generalísimo Máximo Gómez, proveniente de la región central del país, y el alcalde de la ciudad, Perfecto Lacoste, dispone que el cuartel general del Ejército Libertador y de su General en Jefe, se establecieran en la Quinta de los Molinos debido a la gran extensión del terreno. Allí Máximo Gómez fue recibido por una población con desmedido entusiasmo que lo vitoreó y lo aclamó a su paso.
Las discrepancias entre Gómez y el Consejo de Gobierno venían desde antes de la Asamblea de La Yaya en Camagüey, en 1897, en dicha Asamblea se redactó una constitución en la cual se suprimió el cargo de General en Jefe, lo cual fue causa de las primeras contradicciones, pues Gómez ocupaba este cargo anteriormente. 
En junio de 1899 se establece allí la Oficina de Licenciamiento del Ejército Libertador al mando de la cual estuvo el polaco Carlos Roloff. Algunas fuentes citan a la Quinta de los Molinos como la última residencia de Gómez antes de morir el 17 de junio de 1905.

## La Quinta en elsigloXX
A principios de siglo se creó la primera escuela pública de la zona, que pasa más tarde, en 1907, a la Universidad de La Habana como la Facultad de Ciencias Agropecuarias y Química Azucarera, esta se va a mantener hasta unos años después del triunfo de la Revolución Cubana en 1959. 
El 1 de mayo de 1902 comenzó el traslado de la Universidad a la colina de Aróstegui, conocida también como la “Loma de la pirotecnia” por la fortaleza construida allí por España y que se comunicaba por vía subterránea con el Castillo del Príncipe, la cual colinda con la Quinta de los Molinos.
Por su cercanía con la Universidad de La Habana, la Quinta de los Molinos estuvo estrechamente vinculada con todas las acciones revolucionarias que tuvieron lugar en el período de la república neocolonial. En este lugar estuvieron Julio Antonio Mella, Rubén Martínez Villena, Pablo de la Torriente Brau, Juan Marinello, y en general todos los participantes de la protesta de los 13. Además fue sitio de entrenamiento militar de los asaltantes al Cuartel Moncada junto con las azoteas de las Facultades de Ciencias y Derecho.
Como advirtiera uno de sus protagonistas (ya fallecido), Jesús Montané Oropesa: la preparación del ataque al Moncada se hacía en el mismo corazón de la capital, ante las narices de los propios esbirros del dictador. 
Fidel Castro ubicó su centro de operaciones en la casa de Abel Santamaría y Haydée Santamaría, en 25 y O, Vedado, y en la de los padres de Melba Hernández, en Jovellar número 107, entre Espada y Hospital, donde, precisamente, él partió hacia Santiago el 25 de julio.
En la Facultad de Ciencias Agropecuarias y Química Azucarera ubicada dentro de la Quinta de los Molinos, se matriculó en la carrera de Ingeniería Agrónoma, Fructuoso Rodríguez, destacado líder estudiantil y segundo jefe de la FEU después de José Antonio Echeverría, quien resultara mártir en Humboldt 7. En esta facultad y en los jardines de la Quinta se conspiró y se hicieron algunos acuerdos para las acciones del 13 de marzo de 1957 en las que Fructuoso participó. Además en este sitio el Directorio Revolucionario (DR) realizó los entrenamientos de arme y desarme, y las clases de defensa personal.
A finales de 1956 se construyó dentro del terreno de la Quinta de los Molinos, por el gobierno de Fulgencio Batista, la escuela pública # 9 anexa al Instituto Pedagógico Enrique José Varona. 
En las obras de construcción fueron desenterradas y preservadas dos enormes muelas de piedra de brecha natural pertenecientes a uno de los molinos de tabaco. Estas muelas estaban enterradas a unos dos metros y medio de profundidad y fueron halladas accidentalmente y sacadas a la luz en las excavaciones en el terreno. La obra quedó terminada a mediados de 1957. Las ruedas del molino fueron extraídas con sumo cuidado gracias a la conducta responsable del arquitecto. Actualmente el nombre de la escuela es Felipe Poey Aloy en honor al científico cubano que realizó investigaciones por esa zona.
Después del triunfo de la Revolución, en 1986 se creó el Museo Máximo Gómez, y en 1987 se le declaró Monumento Nacional.
El 7 de diciembre de 1989 como parte de la operación tributo que rindió homenaje a los internacionalistas cubanos caídos en combate en pueblos hermanos de todo el mundo, se velaron dentro de la Quinta de los Molinos los cuerpos de los combatientes cuyos hogares se encontraban cerca de la misma.

## La Quinta en elsigloXXI
Se ubica en lo que antes era la Facultad de Agronomía del Instituto Superior de Ciencias y Tecnologías Nucleares (ISCTN), afiliado al Ministerio de Ciencia, Tecnología y Medio Ambiente de Cuba y a la Agencia de Energía Nuclear y Tecnologías de Avanzada, fundada en 1984. En este centro se estudian varias carreras universitarias como Meteorología, Física Nuclear, Radioquímica, entre otras. 

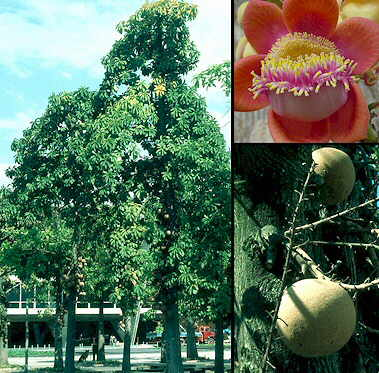
El árbol Bala de Cañón.

Como dato curioso podemos decir que dentro de la Escuela Felipe Poey que está dentro del territorio de la Quinta de los Molinos se encuentra un árbol comúnmente llamado Bala de Cañón cuyo nombre científico es Couroupita guianensis (10) de la familia de las Mirtáceas. 
Este árbol es extremadamente raro en Cuba y es originario de Costa Rica, Panamá y Brasil. Sus flores son lindas y de diseño poco frecuente, y los frutos tienen la forma de una bala de cañón antiguo, por eso se le llama así. Tanto las flores como los frutos cuelgan del tronco que alcanza una gran altura. Este era el árbol favorito de Celia Sánchez. Ella sembró y cuidó uno que forma parte de un bosque de más de cien ejemplares de especies diferentes en San Agustín, en la Ciudad de La Habana, Cuba.
El científico cubano Juan Tomás Roig y Mesa, llamado el Sabio de las Plantas, señaló que hay pocos ejemplares distribuidos en toda la Isla. Nuestra investigación ha encontrado que se solo se conocen cinco ejemplares en toda Cuba.